# Carlo Poletti
Carlo Poletti (...) è un direttore della fotografia italiano.

## Biografia
Oltre ad aver lavorato come direttore della fotografia in diversi film, è stato anche assistente operatore di Alberto Lattuada (Le farò da padre, 1974, e Cuore di cane, 1975), Federico Fellini (Il Casanova di Federico Fellini, 1976), Michele Massimo Tarantini (La professoressa di scienze naturali, 1976) e Valerio Zurlini (Il deserto dei Tartari. Ha lavorato come operatore con Joseph Losey (Don Giovanni, 1979), Giuliano Carnimeo (I carabbimatti e Mia moglie torna a scuola, entrambi nel 1981) e Leandro Castellani (Don Bosco, 1988).

## Filmografia

### Direttore della fotografia
- La croce dalle sette pietre, regia di Marco Antonio Andolfi (1987)
- Mia moglie è una bestia, regia di Castellano e Pipolo (1988)
- La trasgressione, regia di Fabrizio Rampelli (1988)
- C'è posto per tutti, regia di Giancarlo Planta (1990)
- Amore non uccidermi, regia di Pietro Nardi (1990)
- Strepitosamente... flop, regia di Pierfrancesco Campanella (1990)
- Plastificati, regia di Giuliano Santi (1991)
- L'ultimo innocente, regia di Pietro Nardi (1992)
- Belle da morire, regia di Riccardo Sesani (1992)
- Una furtiva lacrima, regia di Riccardo Sesani (1993)
- Zana, regia di Daniela Alviani e Corrado Lannaioli (2001)
- Per Yves Montand, regia di Nino Bizzarri - documentario (2002)
- Il bambino di carta, regia di Pasquale Valente (2002)

### Attore
- Marcellino pane e vino, regia di Luigi Comencini (1991).
- Hegel, regia di Giandomenico Curi - video clip (1994)